# La lógica de la física moderna
La lógica de la física moderna es un libro de filosofía de la ciencia de 1927 escrito por el físico estadounidense y Premio Nobel de Física Percy Williams Bridgman. El libro es notable por identificar, analizar y explicar explícitamente el operacionalismo por primera vez y acuñar el concepto definición operacional. Ampliamente leído por académicos de las ciencias sociales, tuvo una enorme influencia en las décadas de 1930 y 1940, y su mayor influencia en el campo de la psicología en particular superó incluso a la de la metodología en física, para la que originalmente estaba destinado.

## Historia
Pragmatistas como Charles Sanders Peirce en la década de 1870 ya habían propuesto soluciones a los problemas ontológicos relacionados.
Además, Sir Arthur Eddington había discutido nociones similares a la de operacionalización en 1920 antes de Bridgman. Sin embargo, la formulación de Bridgman se convirtió en la más influyente.
En 1955, un operacionismo variante fue descrito por A. Cornelius Benjamin.